# 진안군의회
진안군의회는 전북특별자치도 진안군 지역을 관할하는 기초의회이다.